# Albertsreuth

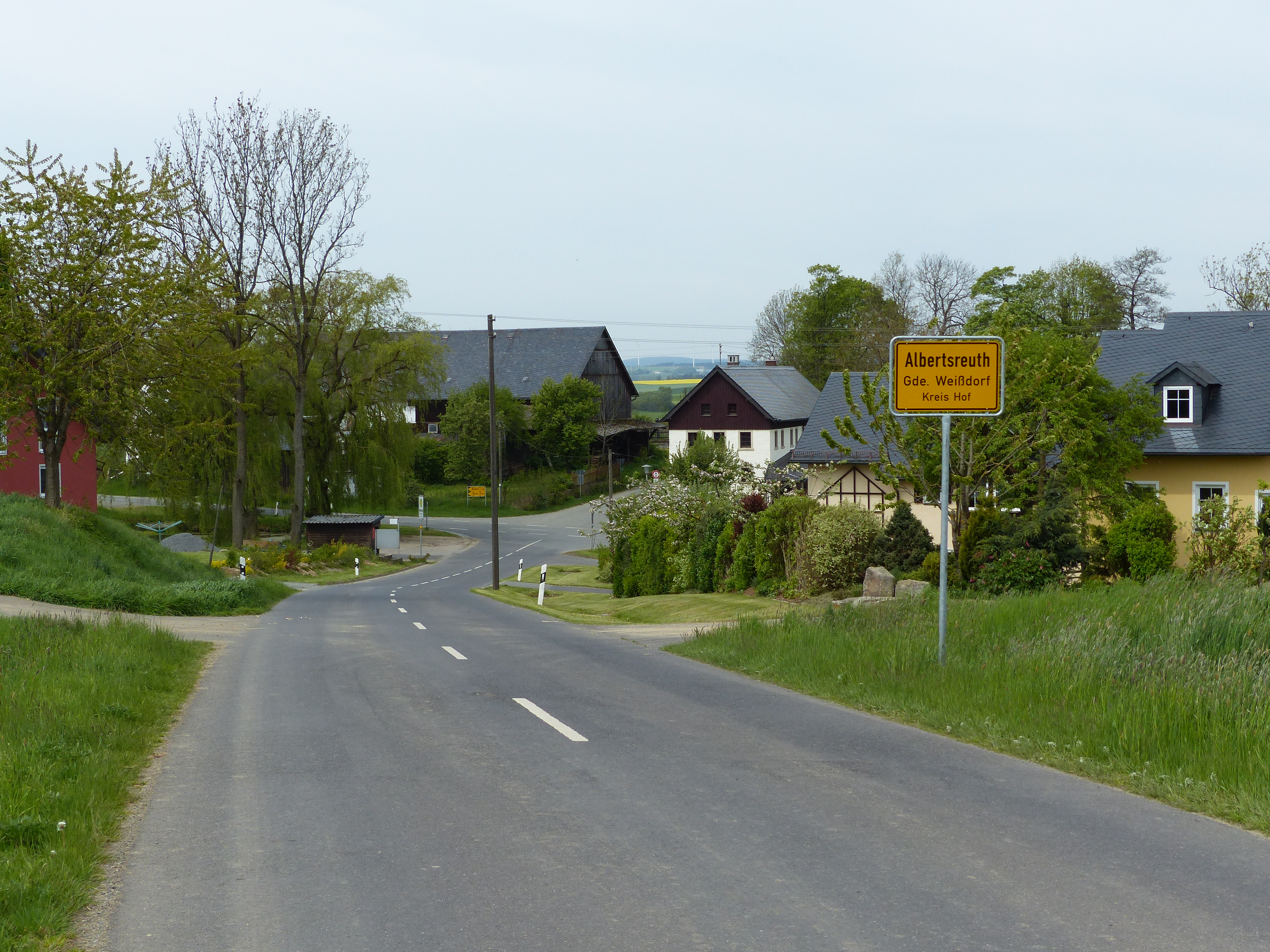
Ortseingang von Albertsreuth

Albertsreuth ist ein Gemeindeteil der Gemeinde Weißdorf im Landkreis Hof (Oberfranken, Bayern). Albertsreuth liegt in der Gemarkung Seulbitz.

## Geografie
Der Weiler liegt auf freier Flur. Nördlich des Ortes fließen der Göllitzbach sowie der Lindenbach, im Südosten fließt die Förmitz. Eine Gemeindeverbindungsstraße führt nach Götzmannsgrün (0,9 km nordöstlich) bzw. nach Benk zur Staatsstraße 2176 (1,8 km südwestlich). Eine weitere Gemeindeverbindungsstraße führt nach Förmitz (0,9 km südlich).

## Geschichte
Der Ort wurde im Jahr 1361 als „Albrechtsret“ erstmals urkundlich erwähnt.
Gegen Ende des 18. Jahrhunderts bestand Albertsreuth aus sieben Anwesen. Die Hochgerichtsbarkeit stand dem bayreuthischen Stadtrichteramt Münchberg zu. Die Dorf- und Gemeindeherrschaft war strittig zwischen dem bayreuthischen Amt Hallerstein und dem Stadtrichteramt Münchberg. Grundherren waren
- Bürgermeister und Rat Kirchenlamitz: 4 Häuser;
- das vogtländische Rittergut Bug: 1 Gütlein;
- das vogtländische Rittergut Weißdorf: 2 Viertelhöfe.[6]

Von 1797 bis 1810 unterstand Albertsreuth dem Justiz- und Kammeramt Münchberg. Infolge des Ersten Gemeindeedikts wurde Albertsreuth dem 1812 gebildeten Steuerdistrikt Seulbitz und der zugleich entstandenen Ruralgemeinde Seulbitz zugeordnet. Im Zuge der Gebietsreform in Bayern wurde Albertsreuth am 1. Mai 1978 in die Gemeinde Weißdorf eingegliedert.

### Einwohnerentwicklung
| Jahr      | 1812  | 1819   | 1861   | 1871   | 1885   | 1900   | 1925   | 1950   | 1961   | 1970   | 1987  |
| Einwohner | 53    | 57     | 58     | 64     | 64     | 58     | 45     | 40     | 35     | 29     | 30    |
| Häuser    | 10    |        |        |        | 10     | 10     | 8      | 7      | 7      |        | 7     |
| Quelle    | [ 7 ] | [ 10 ] | [ 11 ] | [ 12 ] | [ 13 ] | [ 14 ] | [ 15 ] | [ 16 ] | [ 17 ] | [ 18 ] | [ 1 ] |

## Religion
Albertsreuth ist bis heute nach St. Maria (Weißdorf) gepfarrt und seit der Reformation evangelisch-lutherisch geprägt.

## Wasserversorgung
Das Dorf Albertsreuth versorgt sich über die Wassergenossenschaft Albertsreuth mit Trinkwasser. Dies wird von einem Brunnen am Nordrand des Fichtelgebirges über eine zirka drei Kilometer lange Leitung gefördert.